# Veine anastomotique inférieure
La veine anastomotique inférieure (ou veine de Labbé ou veine anastomotique de Labbé ou veine anastomotique postérieure de Labbé ou petite veine anastomotique) est une des veines superficielles du cerveau.

## Trajet
La veine anastomotique inférieure croise obliquement en bas et en arrière la face externe des lobes temporal et occipital.
Elle s'anastomose à ses deux extrémités avec la veine cérébrale moyenne superficielle et le sinus transverse.
L'apparence et l'anatomie structurelle de la veine elle-même semblent être très variables au sein de la population humaine.
La veine draine ses régions corticales adjacentes en rassemblant des affluents de veines mineures du lobe temporal.

## Historique
La veine anastomotique inférieure porte également le nom du chirurgien français du XIXe siècle Charles Labbé (1851–1889), neveu du chirurgien et homme politique Léon Labbé (1832–1916).